# Vanishing Vision
Vanishing Vision – debiutancki album zespołu X Japan (wówczas o nazwie X). Wydany 14 kwietnia 1988 roku. Został wydany przez wytwórnię Yoshiki'ego Extasy Records i sprzedał się w ponad 800 000 egzemplarzach. W albumie zawarte są wczesne wersje utworów "Kurenai" i "Un-finished...", które później zostały ponownie nagrane i zawarte w drugim albumie zespołu Blue Blood.

## Lista utworów
| Nr | Tytuł                  | Słowa   | Muzyka       | Czas |
| -- | ---------------------- | ------- | ------------ | ---- |
| 1. | "Dear Loser"           |         | Taiji        | 2:27 |
| 2. | "Vanishing Love"       | Yoshiki | Yoshiki      | 6:01 |
| 3. | "Phantom of Guilt"     | Toshi   | Taiji        | 5:18 |
| 4. | "Sadistic Desire"      | Yoshiki | hide         | 6:09 |
| 5. | "Give Me the Pleasure" | Yoshiki | Taiji & hide | 2:57 |
| 6. | "I'll Kill You"        | Yoshiki | Yoshiki      | 3:26 |
| 7. | "Alive"                | Yoshiki | Yoshiki      | 8:24 |
| 8. | "Kurenai"              | Yoshiki | Yoshiki      | 5:49 |
| 9. | "Un-finished..."       | Yoshiki | Yoshiki      | 1:32 |

## Twórcy
- Yoshiki – perkusja, instrumenty klawiszowe
- Toshi – śpiew
- hide – gitara
- Pata – gitara
- Taiji – gitara basowa